# HD 170433
HD 170433，又名BD-18 4982，SAO 161540、HR 6933，是一颗恒星，视星等为5.66，位于銀經13.88，銀緯-3.92，其B1900.0坐标为赤經18h 24m 19.1s，赤緯-18° -3.92′ 32″。